# Hughes Winborne
Hughes Winborne é um editor e montador estadunidense. Venceu o Oscar de melhor montagem na edição de 2005 por Crash.